# Nim och den hemliga ön
Nim och den hemliga ön (originaltitel: Nim's Island) är en äventyrsfilm från 2008 i regi av Jennifer Flackett och Mark Levin.

## Handling
Nim bor på en öde ö tillsammans med sin pappa, den framstående forskaren Jack Rusoe. Nim lämnas ensam på ön då Jack ska söka efter ett speciellt plankton i havet. 
Då Jack är borta får Nim kontakt med författaren Alexandra Rover, som är känd för sina äventyrsromaner. Alexandra håller på att skriva en ny bok, men har kört fast i en del som handlar om vulkaner och ber Nim om hjälp. Men Nim skadar sig då hon ska undersöka vulkanen och får ett otäckt sår på benet. Såret riskerar dessutom att infekteras. Då är det plötsligt Nim som ber Alexandra om hjälp. 
Problemet är att Alexandra lider av torgskräck och inte vågar lämna sitt hem. Men till slut lyckas Alex ta sig ut och försöker ta sig till ön - vilket inte är det lättaste, eftersom ingen verkar veta var ön finns.
Det blir en kamp mot klockan då affärsmän planerar att förvandla ön till en turistort, samtidigt som Jack varit med om oväder ute till havs så att hans båt gått sönder. Men Jack klarar sig och kommer tillbaka, och sedan blir Alexandra, Jack och Nim en familj!

## Om filmen
Filmen refererar till Robinson Crusoe på flera sätt. Filmen utspelar sig till stor del på en öde ö, och både Nim och Jack heter Rusoe i efternamn. Dessutom har Nim ett Sjölejon vid namn Selki som husdjur - Alexander Selkirk är mannen som var förebild för Robinson Crusoe.

## Rollista i urval
- Abigail Breslin - Nim Rusoe
- Jodie Foster - Alexandra Rover
- Gerard Butler - Jack Rusoe/Alex Rover
- Michael Carman - Captain
- Maddison Joyce - Edmund

### Svenska röster
- Amanda Jennefors – Nim
- Jarinja Thelestam Mark – Alexandra
- Björn Bengtsson – Jack / Alex Rover
- Cecilia Häll – flygvärdinna
- Charlotte Ardai Jennefors – Buffy
- Dan Bratt – affärsman
- Daniel Sjöberg – förste styrman
- Jonas Bergström – kapten
- Sebastian Veigas – Edmund
- Lars Dejert – Edmunds far
- Annica Smedius – Edmunds mor
- Stephan Karlsén – gammal fiskare
- Nick Atkinson – leveranskille
- Övriga röster – Vicki Benckert, Kristian Ståhlgren
- Översättare – Mats Wänblad
- Dialogregissör – Göran Gillinger
- Inspelningstekniker – Magnus Veigas
- Mixtekniker – Johan Høyer
- Svensk version producerad av Sun Studio[6][7]